# Jan Hendrik Brandon

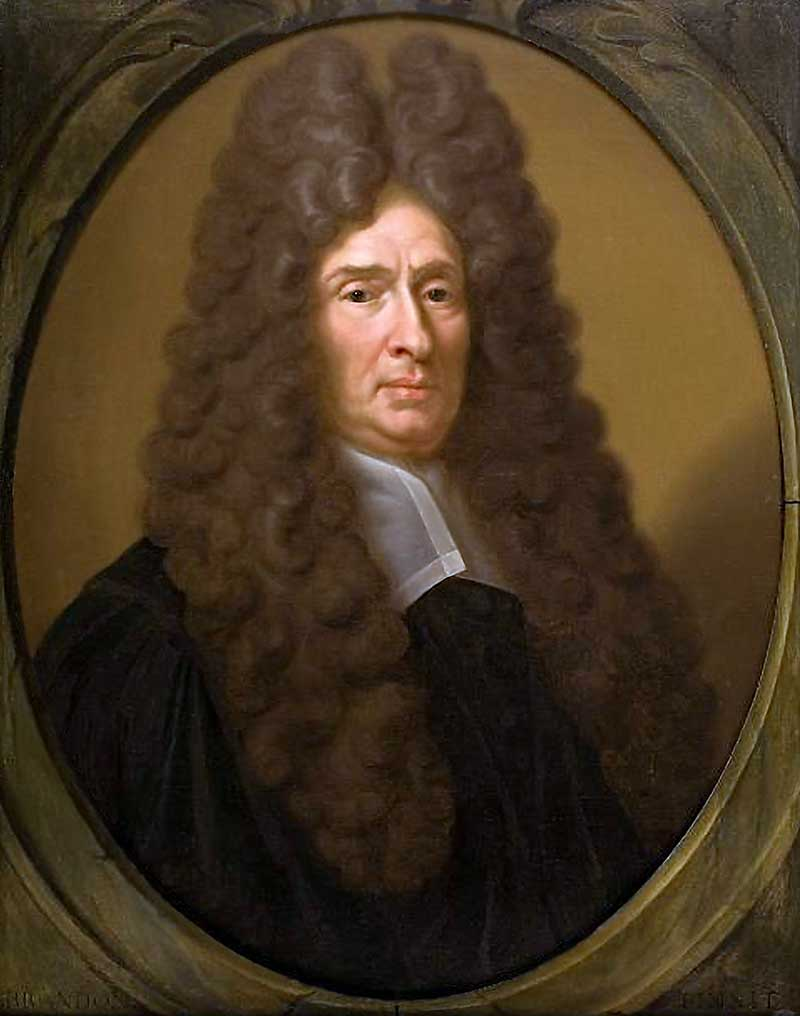
Portret door Brandon van Philipp Reinhard Vitriarius

Jan Hendrik Brandon of Jean Henri Brandon (Sedan, 1660 – Utrecht, begraven 29 januari 1714) was een Nederlandse schilder uit Frankrijk.
Brandon sloot zich in 1696 aan bij de Confrèrie Pictura, een kunstenaarscollectief in Den Haag, en werd bekend om zijn portretten. Hij werd directeur van de academie voor beeldende kunst in Den Haag in de periode dat Jan van Gool daar in 1703 lessen volgde.
In 1706 trouwde hij met Elisabeth Lecaen uit Utrecht. In 1708 verhuisde hij naar Utrecht, waar hij ging wonen op De Plaats, tegenover het Stadhuis. Rond 1710 vervaardigde hij aldaar de huwelijksportretten van Jacob Martens en Deliana Margaretha Voet van Winssen. Beide schilderijen bevinden zich sinds 1973 in de collectie van het Centraal Museum. 
Brandon overleed in 1714 in Utrecht, nalatende zijn vrouw en geen kinderen. Hij werd begraven in de Buurkerk.
Jules Verne noemt hem in het eerste hoofdstuk van zijn roman Le Docteur Ox (1874).

## Afbeeldingen

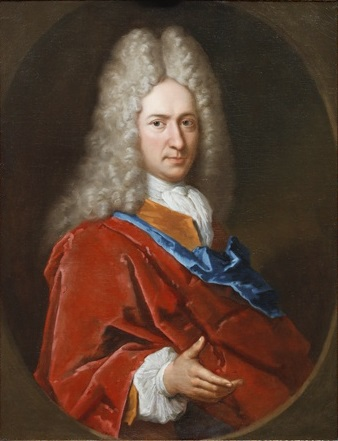
Jacob Martens, Jan Hendrik Brandon, ca 1710
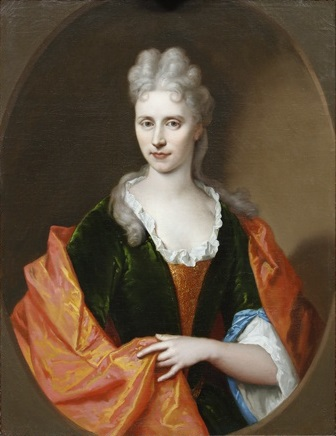
Deliana Margaretha Voet van Winssen, ca 1710

- Biografisch Portaal: 03445497
- International Standard Name Identifier: 0000 0003 5681 7880
- RKD-Nederlands Instituut voor Kunstgeschiedenis: 12066
- Système universitaire de documentation: 142687650
- Union List of Artist Names: 500027921
- Virtual International Authority File: 191941265